# Тодор Неделев
Тодор Неделев е български футболист, полузащитник на  Ботев Пловдив и националния отбор по футбол на България.

## Кариера
Неделев е юноша на частната школа Ботев 2002 и се счита за един от най-големите таланти на школата. През лятото на 2010 г. Ботев 2002 се слива с школата на Ботев (Пловдив) и участва в Елитната юношеска група до 19 г. Там Неделев става голмайстор на Ботев с 28 попадения, макар че играе като атакуващ халф. Отборът финишира на 3-то място на минимална разлика от втория. На 27 юни 2011 г. Неделев заверява професионалния си договор с Ботев пред нотариус и официално става играч на „канарчетата“.
Младият талант на Ботев (Пловдив) Тодор Неделев се трансферира в Майнц 05 след началото на 2014 г. за 3 милиона евро.
На 28 февруари 2023 г. Тодор Неделев бива продаден на Лудогорец (Разград) за сумата от 150 000 евро. Прави своя дебют за Лудогорец (Разград) на 5 март 2023 г. като започва титуляр в мач срещу Пирин (Благоевград) загубен с 0:1.

## Успехи

### Отборни
Ботев (Пловдив)
- Купа на България (1): 2016/17
- Суперкупа на България (1): 2017

Лудогорец (Разград)
- Купа на България (1): 2022/23, 2024/25
- Шампион на България (3): 2022/23, 2023/24, 2024/25
- Суперкупа на България (2): 2023, 2024

### Индивидуални
- Най-добър млад играч в А група: 2012/13
- Гол на годината в България за 2020 година.